# Gräberfeld von Nässja

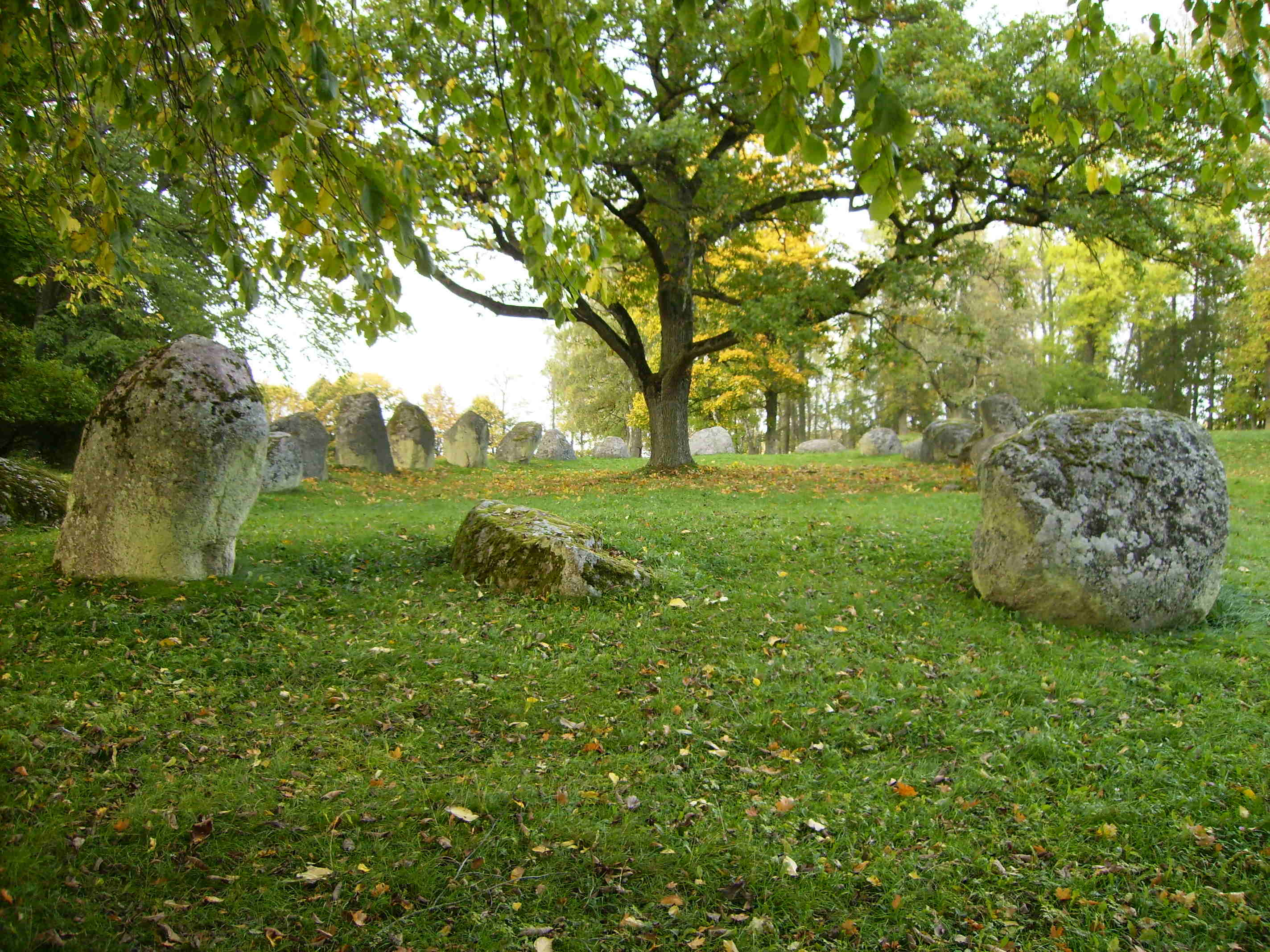
Schiffssetzung von Nässja

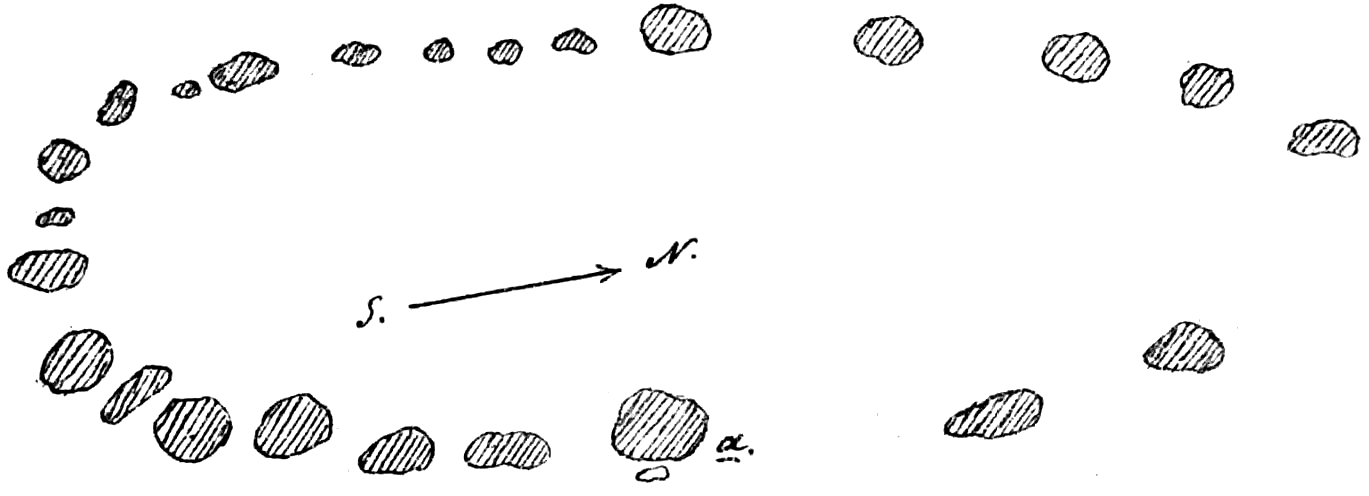
Plan der Schiffssetzung "Tingstället"

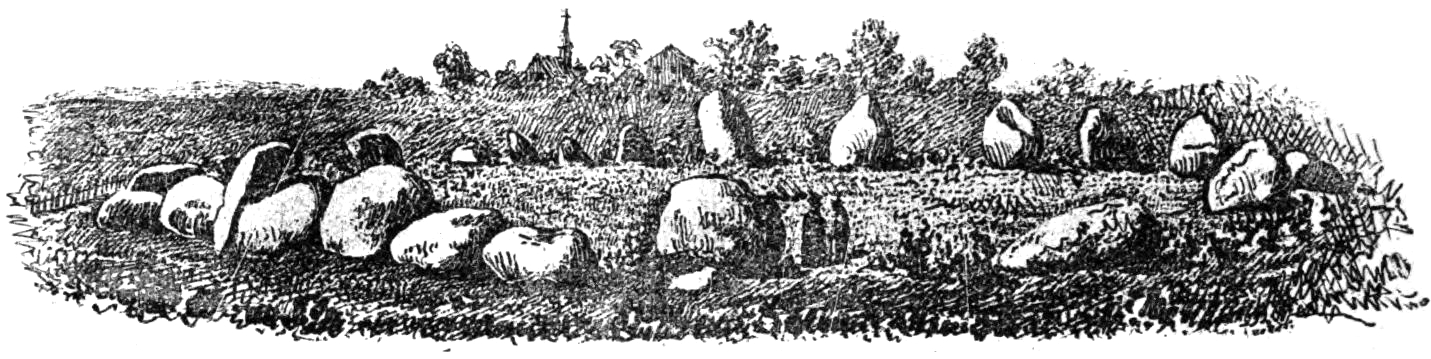
Schiffssetzung "Tingstället"

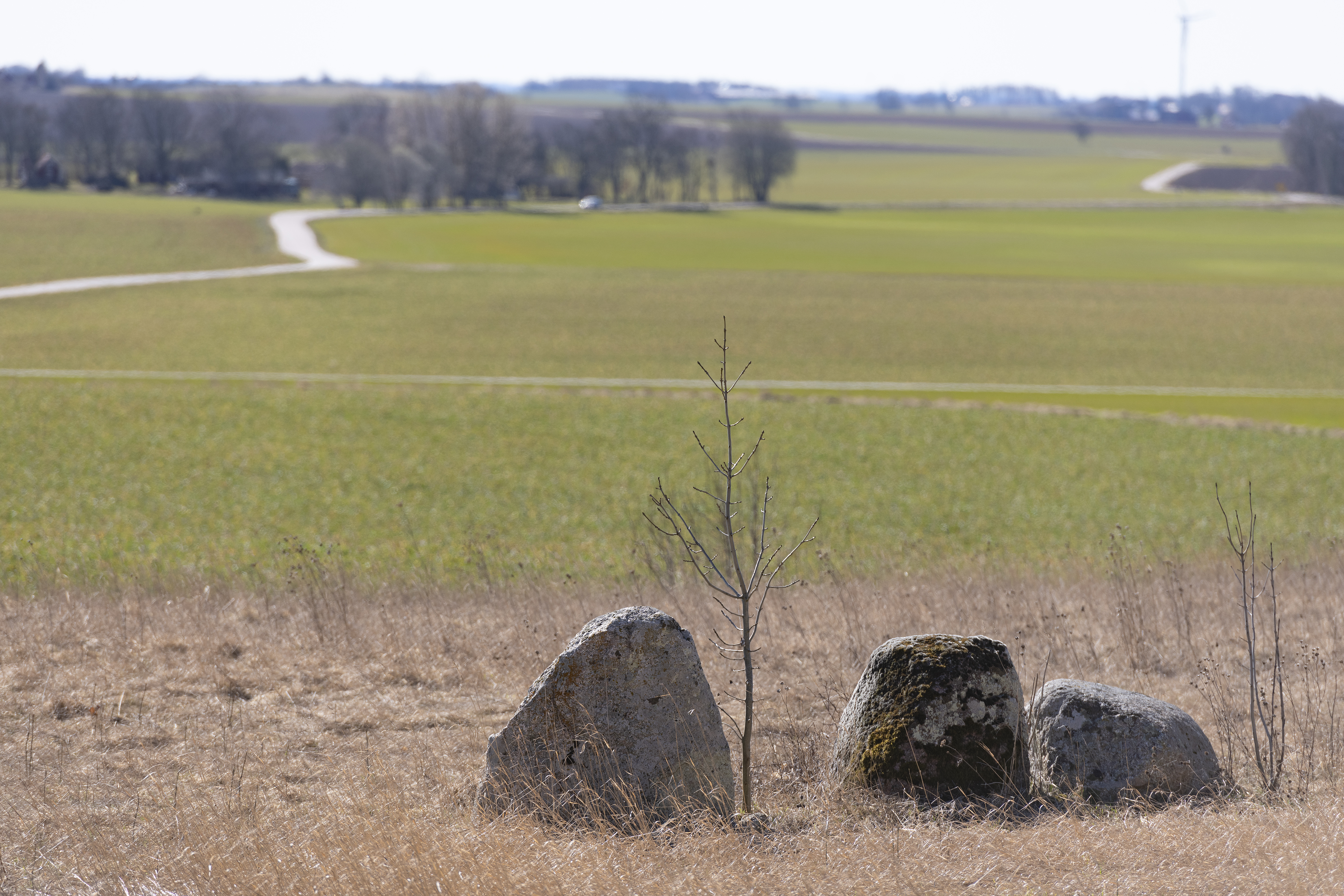
Bautasteine

Das Gräberfeld von Nässja liegt nahe der Straße nordwestlich von Vadstena in der schwedischen Provinz Östergötlands län und der historischen Provinz Östergötland auf einem Felsvorsprung mit Blick auf den See Vättern am östlichen Ortseingang von Nässja. 
Das augenfälligste Monument des 110 × 70 m großen Gräberfeldes, das zwischen 500 und 950 n. Chr. genutzt wurde, ist eine 44 m lange und 18 m breite, aus 24 erhaltenen bis zu 2,25 m hohen Felsbrocken gebildete Schiffssetzung. Die Steine, die im Abstand von etwa 2,5 m stehen, sind durch einen niedrigen (0,1–0,2 m) Erdwall verbunden. Das Schiff hat anders als die übrigen Schiffssetzungen keine spitzen Enden (daher mitunter als Domarring bezeichnet) und ähnelt eher einem der zeitgenössischen, überlieferten Hausgrundrisse. Eine große Ringsetzung aus sechs Steinen und einem Mittelstein wird als Domarring, also als „Richterring von Nässja“, bezeichnet. Ferner umfasst das Gräberfeld zwei Grabhügel, 17 kleinere runde Steinsetzungen, einen einzeln stehenden Stein und eine seltene viereckige Steinsetzung mit jeweils drei bis vier flachen Steinen zwischen den deutlich höheren Ecksteinen. 
Die Schiffssetzung und der große Steinring wurden 1953 untersucht und restauriert. Man stellte fest, dass es sich durchwegs um Brandgräber handelt, vielfach mit reichen Grabbeigaben an Töpferwaren, Werkzeugen, persönlichen Gegenständen sowie Schmuck, so dass man das Grabfeld gut in die Eisenzeit datieren konnte.